# Акбастау (Толебийский район)
Акбастау (каз. Ақбастау) — село в Толебийском районе Туркестанской области Казахстана. Входит в состав Кемекалганского сельского округа. Находится примерно в 12 км к юго-западу от центра города Ленгер. Код КАТО — 515846200.

## Население
В 1999 году население села составляло 1181 человек (622 мужчины и 559 женщин). По данным переписи 2009 года, в селе проживал 1491 человек (750 мужчин и 741 женщина).